# Finał Pucharu Polski w piłce nożnej 1996
Finał Pucharu Polski w piłce nożnej 1996 – mecz piłkarski kończący rozgrywki Pucharu Polski 1995/1996 oraz mający na celu wyłonienie triumfatora tych rozgrywek, który został rozegrany 16 czerwca 1996 roku na Stadionie Polonii Warszawa w Warszawie, pomiędzy Ruchem Chorzów a GKS-em Bełchatów. Trofeum po raz 3. wywalczył Ruch Chorzów, który uzyskał tym samym prawo gry w kwalifikacjach Pucharu Zdobywców Pucharów 1996/1997.

## Droga do finału
| Ruch Chorzów                              | Ruch Chorzów                              | Ruch Chorzów                              | Runda       | GKS Bełchatów | GKS Bełchatów     | GKS Bełchatów |
| Data                                      | Przeciwnik                                | Wynik                                     | Runda       | Data          | Przeciwnik        | Wynik         |
| ----------------------------------------- | ----------------------------------------- | ----------------------------------------- | ----------- | ------------- | ----------------- | ------------- |
| Klub przystąpił do rozgrywek od IV rundy. | Klub przystąpił do rozgrywek od IV rundy. | Klub przystąpił do rozgrywek od IV rundy. | II runda    | 23.08.1995    | Dolcan Ząbki      | 2:0           |
| Klub przystąpił do rozgrywek od IV rundy. | Klub przystąpił do rozgrywek od IV rundy. | Klub przystąpił do rozgrywek od IV rundy. | III runda   | 13.09.1995    | Górnik Konin      | 1:0 pd.       |
| 25.09.1995                                | Legia Warszawa                            | 2:1                                       | IV runda    | 24.10.1995    | Petrochemia Płock | 2:0           |
| 18.11.1995                                | Warta Poznań                              | 5:2                                       | 1/8 finału  | 18.11.1995    | Siarka Tarnobrzeg | 5:2           |
| 10.04.1996                                | Raków Częstochowa                         | 2:1                                       | Ćwierćfinał | 10.04.1996    | Szombierki Bytom  | 3:1           |
| 29.05.1996                                | Pogoń Oleśnica                            | 3:0                                       | Półfinał    | 29.05.1996    | Widzew Łódź       | 2:1           |

## Tło
W finale Pucharu Polski 1995/1996 zmierzyli się występujący wówczas w II lidze Ruch Chorzów, który po niespodziewanym spadku z ekstraklasy w sezonie 1994/1995, powrócił do niej po rocznej grze w II lidze oraz GKS Bełchatów. Dla obu klubów sam awans do finału rozgrywek był sukcesem.

## Mecz

### Przebieg meczu
Mecz finałowy odbył się 16 czerwca 1995 roku o godzinie 15:00 na Stadionie Polonii Warszawa w Warszawie. Sędzią głównym spotkania był Michał Listkiewicz, dla którego był to ostatni mecz w karierze sędziowskiej. Mecz nie był zbyt wielkim widowiskiem.
Decydujący gol wpadł w 86. minucie, z rzutu wolnego wykonanego przez zawodnika drużyny Niebieskich, Dariusza Gęsiora, po czym piłka przeszła przez mur zawodników GKS Bełchatów: Jacka Berensztajna i Janusza Prucheńskiego i wpadła do bramki nie mającego w tej akcji żadnych szans bramkarza, Zbigniewa Millera.

### Szczegóły meczu
| 16 czerwca 1996 16:30 | Ruch Chorzów · Gęsior 86' | 1:00:0Raport | GKS Bełchatów | Stadion Polonii Warszawa, Warszawa Widzów: 10 000 Sędzia: Michał Listkiewicz (Warszawa) |
|                       |                           |              |               |                                                                                         |

| Ruch Chorzów: |  |                    |              |     |
|               |  |                    |              |     |
| BR            |  | Piotr Lech         |              |     |
| OB            |  | Dariusz Fornalak   |              |     |
| OB            |  | Dariusz Grzesik    |              | 86' |
| OB            |  | Marcin Baszczyński |              |     |
| OB            |  | Mirosław Jaworski  |              |     |
| PO            |  | Piotr Rowicki      | Żółta kartka |     |
| PO            |  | Dariusz Gęsior     |              |     |
| PO            |  | Witold Wawrzyczek  |              | 71' |
| PO            |  | Mirosław Mosór     |              |     |
| NA            |  | Mariusz Śrutwa     |              |     |
| NA            |  | Mirosław Bąk       |              |     |
| Zmiany:       |  |                    |              |     |
| NA            |  | Adam Katolik       |              | 71' |
| PO            |  | Bogdan Pieniążek   |              | 86' |
| Trener:       |  |                    |              |     |
| Jerzy Wyrobek |  |                    |              |     |

| GKS Bełchatów:   |  |                      |              |     |
|                  |  |                      |              |     |
| BR               |  | Zbigniew Miller      |              |     |
| OB               |  | Artur Lamch          |              |     |
| OB               |  | Wadim Rogowskoj      |              |     |
| OB               |  | Sylwester Szkudlarek |              |     |
| OB               |  | Janusz Prucheński    |              |     |
| PO               |  | Robert Rogan         |              |     |
| PO               |  | Grzegorz Cheda       |              | 88' |
| PO               |  | Jacek Berensztajn    |              |     |
| PO               |  | Dariusz Rzeźniczek   |              |     |
| NA               |  | Krzysztof Kukulski   |              |     |
| NA               |  | Robert Górski        |              | 65' |
| Zmiany:          |  |                      |              |     |
| NA               |  | Marek Trzebny        | Żółta kartka | 65' |
| PO               |  | Marek Nowicki        |              | 88' |
| Trener:          |  |                      |              |     |
| Krzysztof Pawlak |  |                      |              |     |

| Puchar Polski w piłce nożnej 1995/1996 Zwycięzcy |
| ------------------------------------------------ |
| Ruch Chorzów 3. Tytuł                            |

## Po meczu
Triumfatorem rozgrywek został wracający do ekstraklasy Ruch Chorzów, natomiast królem strzelców został zawodnik drużyny Niebieskich, Mariusz Śrutwa. Główne trofeum wręczył sam prezydent Polski, Aleksander Kwaśniewski na ręce Mirosława Jaworskiego.